# Communauté Intercommunale du Nord de la Réunion
Die Communauté Intercommunale du Nord de la Réunion (CINOR) ist ein Gemeindeverband mit der Rechtsform einer Communauté d’agglomération im französischen Überseedépartement Réunion. Sie wurde am 22. Dezember 2000 gegründet und umfasst drei Gemeinden. Der Verwaltungssitz befindet sich im Ort Saint-Denis.

## Mitgliedsgemeinden
| Gemeinde                                        | Einwohner 1. Januar 2022 | Fläche km² | Dichte Einw./km² | Code INSEE | Postleitzahl |
| ----------------------------------------------- | ------------------------ | ---------- | ---------------- | ---------- | ------------ |
| Saint-Denis                                     | 156.149                  | 142,79     | 1.094            | 97411      | 97400        |
| Sainte-Marie                                    | 35.584                   | 87,21      | 408              | 97418      | 97438        |
| Sainte-Suzanne                                  | 24.855                   | 57,84      | 430              | 97420      | 97441        |
| Communauté Intercommunale du Nord de la Réunion | 216.588                  | 287,84     | 752              | –          | –            |